# Tazehabad-e Marzian
Tazehabad-e Marzian (em persa: تازه ابادمرزيان, também romanizada como Tāzehābād-e Marzīān; também conhecida como Tāzehābād) é uma aldeia do distrito rural de Chahardeh, situada no distrito central de Astaneh-ye Ashrafiyeh, na província de Gilan, no Irã. No censo de 2006, sua população era de 189, em 70 famílias.